# Vasárnapi boltzár Magyarországon
A magyarországi vasárnapi boltzár vagy más néven szabad vasárnap a KDNP 2014-ben kezdeményezett törvénymódosítása volt, amely megtiltotta a bevásárlóközpontoknak, és a 400 négyzetméternél nagyobb alapterületű üzleteknek, hogy vasárnap nyitva tarthassanak. A törvénymódosítás 2015. március 15. és 2016. április 23. között volt érvényben.
2014. október végén kiderült, hogy a kormány újratárgyal egy korábbi KDNP-s javaslatot, amely szerint minimalizálni kell a dolgozók számát a hét utolsó napján.
A terv szerint ez a családok számára pihenőnappá tette a vasárnapot, gazdasági téren pedig a nagy üzletláncok forgalmát visszavetve a kisebb boltok forgalmát növelte. Kivételt képeztek a dohányboltok, a gyógyszertárak, a benzinkutak, az újság- és virágárusok. A pékségek nyitva lehettek vasárnap is, azonban csak déli 12 óráig.
2014. december 16-án a Parlament 119 igen, 40 nem, és 25 tartózkodó szavazattal elfogadta a vasárnapi boltzárról szóló törvényt. A törvénymódosítás továbbá arról is rendelkezett, hogy évente 5 alkalommal mentesülhet minden áruház a boltzár alól: az adventi időszak négy vasárnapján, illetve egy szabadon választott napon.
2015. március 15-vel életbe lépett a vasárnapi zárvatartás, azonban az érintett üzletek hamar találtak kiskaput: többen piaccá minősítették magukat, hogy vasárnap is nyitva tarthassanak.
Sokakban ellenérzések támadtak a vasárnapi boltzárral szemben, számos kísérlet történt a törvénymódosítás visszavonására, ugyanakkor vagy a Nemzeti Választási Bizottság és a Kúria sorra eltüntette ezeket a próbálkozásokat. Számos alkalommal a kérdés megfogalmazásába kötöttek bele.
2015. november 13-án végül 8 igen és 2 nem szavazattal a Nemzeti Választási Bizottság zöld utat adott egy, a visszavonásról szóló népszavazási kísérletnek.
2016. április 11-én a kormány a törvénymódosítás visszavonását javasolta a Parlamentnek, amelyet egyhangúlag meg is szavaztak. Harrach Péter az egyike volt azoknak, akik a végsőkig a vasárnapi boltzár mellett szólaltak fel.
2016. április 24-én már a legtöbb bevásárlóközpont nyitva volt.
2018. október 30-án a média arról tájékoztatott, hogy a kormány képviselője tárgyalóasztalhoz ült a szakszervezettel a vasárnapi boltzár ismételt bevezetéséről.